# Olkaria
A Área de Olkaria é uma região localizada imediatamente ao sul do Lago Naivasha, no Grande Vale do Rift, no Quênia, África. É geotermicamente ativa e está sendo usada para gerar energia elétrica limpa. A região tem um potencial estimado de 2.000 MW.

## Localização
O complexo geotérmico e as usinas de energia estão dentro do Parque Nacional do Portão do Inferno. A área vulcânica de Olkaria fica a cerca de 120 quilômetros de Nairóbi. Encontra-se ao sul do complexo Ol Doinyo Eburru e ao norte do vulcão Suswa. Situa-se a leste da margem oeste do vale do rift e a oeste do Monte Longonot, um estratovulcão. O campo vulcânico cobre 240 quilômetros quadrados (93 sq mi). A maior estrutura é a Colina Olkaria, com 2 quilômetros de largura e 340 metros de altura. Um desfiladeiro estreito que atravessa o complexo com falésias de até 200 metros de altura foi formado pela água que fluía para fora do lago Naivasha em tempos passados, quando os níveis de água eram muito mais elevados do que hoje.

## Vulcanismo
A superfície de Olkaria é dominada por uma cúpula de rocha peralcalina e campo de lava. O complexo contém muitos centros de atividade vulcânica que frequentemente surgem em pequenos volumes. Há pelo menos oitenta desses centros de atividade, principalmente fluxos de lava espessos ou lava íngreme e rochas piroclásticas.
A rocha de um poço de 1 000 metros (3 300 pés) de profundidade em Olkaria tem cerca de 450 000 anos, mas as características da superfície não ultrapassam os 20 000 anos. A seqüência exposta mais antiga é a formação pantolítica de Ol Njorowa (de rochas piroclásticas, fluxos de lava e plugues). Acredita-se que isso esteja relacionado a uma caldeira de 11 quilômetros (7,5 km) que mais tarde desmoronou, mas é indicada por traços de uma fratura do anel. O magma tem uma ampla gama de composições representando as diferentes fases após o colapso da caldeira. Embora a datação não seja precisa, parece que as rochas mais antigas datam de 9.000 anos antes do presente, enquanto as rochas mais jovens na formação Olobutote têm entre 130 e 230 anos de idade.

## Potencial geotérmico
Olkaria fica dentro da sub-bacia de Naivasha, conhecida por fontes termais, terrenos quentes e fumarolas. Mais ao norte, o Lago Bogoria possui jatos de vapor e gêiseres com temperaturas de até 96 ° C (205 ° F). Há fumarolas a vapor na Garganta Njoroua em Olkaria. Nos reservatórios subterrâneos, temperaturas de 280 ° C (536 ° F) foram medidas nas proximidades de Eburru e 340 ° C (644 ° F) em Olkaria. As zonas de produção geotérmica em Olkaria estão a profundidades entre 750 metros (2 460 pés) a 1 000 metros (3 300 pés), e mais abaixo entre 1 100 metros (3 600 pés) a 1 300 metros (4 300 pés) abaixo da superfície.
A água subterrânea do Lago Naivasha pode estar alimentando o reservatório geotérmico de Olkaria, o que causou preocupação, já que o lago vem encolhendo recentemente. No entanto, a ausência de trítio no vapor mostra que a água leva pelo menos cinquenta anos para atravessar o lago, se é que é realmente a fonte.